# Обарање (амерички фудбал)
Обарање (енгл. Tackle), је начин заустављања играча са лоптом од стране одбрамбеног играча у америчком фудбалу. Обарањем се сматра ситуација у којој је играч заустављен или оборен и додирнуо је барем једним коленом тло. Овај вид заустављања има неколико ограничења. Забрањено је вући играча за кацигу, ударати га испод појаса или обарати након што избаци лопту.